# Achnopogon steyermarkii
Achnopogon steyermarkii, biljna vrsta iz porodice glavočika. Endem je iz venezuelske države Bolivar (Auyán-tepui).
Vrsta je opisana 1967.

## Sinonimi
- Achnopogon quelchioides Aristeg.